# CAAX-Prenylprotease 1
Die CAAX-Prenylprotease 1 (Gen: ZMPSTE24) dient der Prozessierung des Proteins Lamin A.
Lamin A ist ein Protein der inneren Zellkernmembran. Mutationen im Lamin A-Gen führen zu acht unterschiedlichen Erkrankungen, darunter die Hutchinson-Gillford Progerie (HGPS).
Lamin A wird zunächst als Vorläuferprotein, das Prälamin A, synthetisiert. Danach wird es aufwendig prozessiert, es resultiert das fertige Lamin A Protein, das in die Zellkern-Lamina integriert wird.
Die Zink-Metalloprotease 24 führt in dieser Prozessierung zwei enzymatische Schritte durch.
Mutationen in der ZMPSTE24 wurden mittlerweile bei mehreren Patienten mit Varianten der Hutchinson-Gilford-Progerie beschrieben. Diese werden, im Gegensatz zu der typischen HGPS, autosomal rezessiv vererbt.

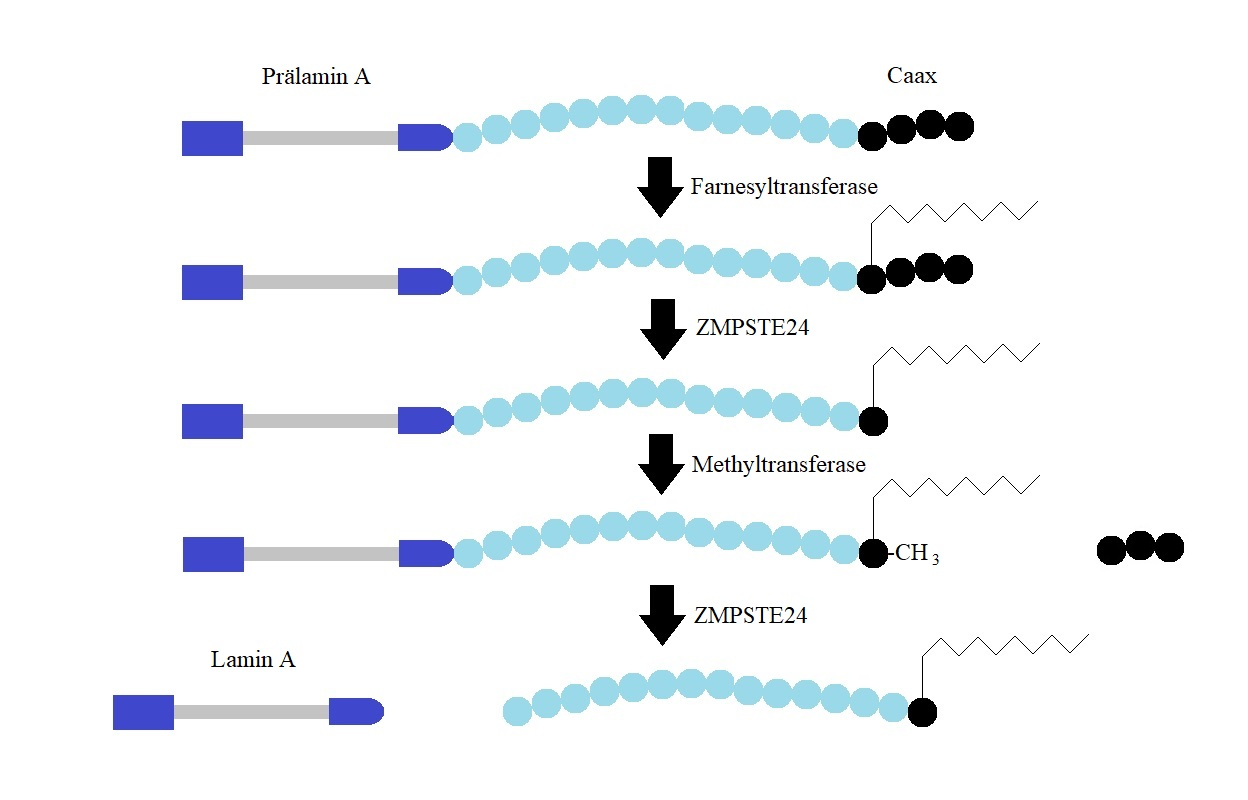
Prozessierung von Prälamin A zu Lamin A

(Siehe Schema.) Zunächst wird die viertletzte Aminosäure des Prälamin A durch das Enzym Farnesyltransferase mit dem Terpen Farnesoldiphosphat prenyliert. Das Enzym ZMPSTE24 trennt die letzten drei Aminosäuren des Prälamin A ab. Die nun letzte Aminosäure wird durch das Enzym Methyltransferase methyliert, und erneut werden die letzten 15 Aminosäuren des Prälamin A durch die ZMPSTE24 abgetrennt. Es resultiert das fertige Lamin A Protein (links unten), das in den Zellkern eingebaut wird.